# A Substância
The Substance (bra/prt: A Substância) é um filme de 2024, do gênero terror corporal, escrito e dirigido por Coralie Fargeat e estrelado por Demi Moore, Margaret Qualley e Dennis Quaid. O filme acompanha uma celebridade em declínio que decide usar uma droga do mercado negro, uma substância replicadora de células que cria temporariamente uma versão mais jovem e melhor de si mesma, causando efeitos inesperados.
O filme estreou em 19 de maio de 2024 no 77º Festival de Cinema de Cannes, e foi selecionado para competir pela Palma de Ouro em sua seção de competição principal, onde Fargeat ganhou o prêmio de Melhor Roteiro. Foi lançado nos cinemas do Reino Unido e dos Estados Unidos pela Mubi em 20 de setembro de 2024 e da França pela Metropolitan Filmexport em 6 de novembro de 2024. Nas bilheterias, o filme arrecadou US$ 79,1 milhões com um orçamento de produção de US$ 17,5 milhões e se tornou o filme de maior bilheteria da Mubi. Recebeu críticas positivas e vários elogios, incluindo Melhor Maquiagem e Penteados e uma indicação para Melhor Filme no 97º Oscar. A atuação de Moore lhe rendeu um Globo de Ouro, Critics' Choice Award e Screen Actors Guild Award, e uma indicação ao Oscar de Melhor Atriz.

## Trama
No seu 50º aniversário, Elisabeth Sparkle, uma outrora celebrada, agora decadente estrela de cinema de Hollywood, é despedida sem cerimónias do programa de aeróbica que apresentava há anos, com o produtor Harvey a dizer que sua idade avançada é o motivo. Enquanto se conduzia para casa, Elisabeth se distrai com um outdoor de si mesma a ser retirado, resultando num grave acidente. Num check-up no hospital, um jovem enfermeiro oferece-lhe um pen USB com o título The Substance, que explica que há um soro que gera uma versão "mais jovem, mais bonita e mais perfeita" de si mesma. Após alguma hesitação, Elisabeth encomenda o soro e injeta o ativador de uso único, o que resulta no surgimento de uma versão muito mais jovem dela própria, através de uma fenda nas costas dela.
O soro estabelece uma relação simbiótica entre os dois corpos: Elisabeth tem de transferir a sua consciência entre os corpos a cada sete dias, com o corpo inativo a permanecer inconsciente. A outra versão também necessita de injeções diárias de "fluido estabilizador", extraído do corpo original através de uma punção lombar, para prevenir a deterioração. A outra versão, que se nomeia a si própria Sue, é rapidamente contratada por Harvey para substituir Elisabeth. O novo programa de televisão de Sue lança-a para a fama, sendo eventualmente escolhida para apresentar o grande programa de Ano Novo da emissora. Como Sue, a atriz desfruta de uma vida confiante e hedonista, enquanto, vivendo como Elisabeth, se torna numa reclusa insegura.
Após uma noite de sexo, Sue extrai mais fluido estabilizador de Elisabeth para prolongar as atividades sexuais. Na manhã seguinte, Elisabeth acorda para descobrir que o seu dedo indicador envelheceu rapidamente. O fornecedor adverte que permanecer como Sue por mais de sete dias provoca um envelhecimento rápido e irreversível do corpo original, e que Elisabeth deve seguir o horário de trocas para evitar que isso volte a acontecer. Apesar de partilharem uma única consciência, ambas as personalidades começam a ver-se como indivíduos separados e rapidamente começam a odiar-se. "Elisabeth" torna-se ciumenta da beleza e sucesso de Sue, e resente as frequentes negligências da segunda em relação ao horário de trocas, enquanto "Sue" fica horrorizada com a autocomiseração constante de Elisabeth e os seus episódios de compulsão alimentar. Após um episódio particularmente autodestrutivo como Elisabeth, uma Sue perturbada recusa-se a trocar de volta, decidindo permanecer permanentemente no corpo jovem.
Três meses depois, no dia da transmissão de Ano Novo, Sue descobre que o corpo de Elisabeth está completamente esgotado de fluido estabilizador. O fornecedor informa-a de que a única maneira de reabastecer o fluido é trocando novamente para o seu corpo original. Quando trocam, Elisabeth descobre-se horrivelmente transformada, estando careca, corcunda e deformada. Desesperada para parar o abuso de Sue do fluido estabilizador, que continua a degradar o seu corpo, Elisabeth adquire um soro projetado para eliminar Sue. No entanto, ainda desejando admiração, Elisabeth hesita antes de injetar a seringa de eliminação completa, procedendo a ressuscitar Sue, perturbando o equilíbrio simbiótico e deixando ambas totalmente conscientes. Ao perceber a intenção de Elisabeth ao ver a seringa quase vazia, Sue entra num estado de fúria e mata brutalmente Elisabeth, repetidamente esmagando-lhe a cara contra um espelho, pisando-a e pontapeando-a antes de partir para apresentar o especial de Ano Novo.
Sem Elisabeth, o corpo de Sue começa a deteriorar-se rapidamente, com três dentes, uma unha e uma orelha direita a caírem. Em pânico, Sue corre para o seu apartamento e tenta criar uma nova versão de si própria com o soro ativador que resta, algo expressamente proibido pelo fornecedor. Isto cria inadvertidamente o "Monstro Elisasue", um híbrido grotesco das duas formas que inclui o rosto de Elisabeth nas costas.
Elisasue veste-se e vai para a transmissão ao vivo com uma máscara improvisada de Elisabeth Sparkle. Quando a criatura sobe ao palco e começa a falar ao público, a máscara cai. A audiência horrorizada entra em caos violento; um homem decapita Elisasue, e seu corpo começa a se pulverizar e encharcar a plateia com sangue. O que resta de Elisasue escapa do estúdio e colapsa numa massa de vísceras. O rosto original de Elisabeth emerge, rasteja até à sua negligenciada estrela na Calçada da Fama de Hollywood, olha para as estrelas, sorri e derrete. Os restos ensanguentados são limpos por uma máquina no dia seguinte.

## Elenco
- Demi Moore como Elisabeth Sparkle
- Margaret Qualley como Sue
- Dennis Quaid como Harvey
- Hugo Diego Garcia como Diego
- Phillip Schurer como Sr. Scream[6]
- Joseph Balderrama como Craig Silver[6]
- Gore Adams como Oliver
- Tom Morton como doutor
- Robin Greer como enfermeiro

## Produção
Em janeiro de 2022, foi anunciado que Demi Moore e Margaret Qualley estrelariam o filme, com a Working Title Films produzindo e a Universal Pictures distribuindo. Em fevereiro de 2022, foi anunciado que Ray Liotta havia se juntado ao elenco. Liotta morreu em maio de 2022, o que levou Fargeat a posteriormente reformular o papel com Dennis Quaid.
As filmagens estavam previstas para começar em Paris em maio de 2022. Em agosto de 2022, o Deadline Hollywood relatou que o filme estava "atualmente em produção". Mais tarde naquele mesmo mês, Qualley confirmou em uma entrevista à W que ela estava atualmente trabalhando no filme. As filmagens terminaram oficialmente em outubro de 2022.
O filme teve extenso uso de efeitos práticos com pouca implementação de computação gráfica, que Fargeat considerou necessário para ilustrar os temas de violência. As próteses e maquiagem foram desenhadas por Pierre-Olivier Persin e sua companhia Pop FX ao longo de um ano, sendo escolhidos por Fargeat por transmitir uma feminilidade e graça apesar de envolver desfiguração. Fargeat visou não ter efeitos realistas para criar uma representação deformada do envelhecimento, moldada pelo medo e fúria das personagens. A transformação de Elisabeth teve cinco fases, um dedo desgastado ("The Finger"); uma versão envelhecida chamada "Requiem" (inspirada em Requiem for a Dream), seguida pela corcunda desfigurada "Gollum," a grotesca "Monstro Elisasue" -  que Fergeat definiu como "um Picasso de expectativas masculinas" e envolveu uma fantasia que levava seis horas para ser vestida por Qualley - e por fim, "A Bolha", uma massa de carne ao qual foi digitalmente acrescentado o rosto de Demi Moore. Qualley usou seios postiços como Sue, que ela declarou ser para criar uma beleza idealizada reminscente de Jessica Rabbit.

## Lançamento
The Substance foi selecionado para competir pela Palma de Ouro no Festival de Cinema de Cannes de 2024, onde teve sua estreia mundial em 19 de maio de 2024. O filme recebeu uma ovação de pé com relatos conflitantes de que durou entre 9 minutos, 11 minutos, ou 13 minutos.
Antes, a Mubi adquiriu os direitos mundiais do filme, planejando distribuí-lo nos cinemas da América do Norte, Reino Unido, Irlanda, Alemanha, Áustria, América Latina, Benelux, além de deter os direitos para a Turquia, Índia e Filipinas, enquanto sua subsidiária The Match Factory cuidará das vendas em outros lugares. A Metropolitan Filmexport adquiriu os direitos de distribuição franceses da The Match Factory, e lançou o filme em 6 de novembro de 2024. No Brasil, o filme foi lançado em 19 de setembro de 2024 pela Mubi em parceria com a Imagem Filmes.

## Recepção

### Crítica
No site agregador de críticas Rotten Tomatoes, 91% das 58 resenhas dos críticos são positivas, com uma classificação média de 8,5/10. O consenso do site diz: "Audaciosamente nojento, perversamente inteligente e possivelmente o melhor momento de Demi Moore, The Substance é um feito de tirar o fôlego da escritora e diretora Coralie Fargeat." O Metacritic, que usa uma média ponderada, atribuiu ao filme uma pontuação de 78 em 100, baseado em 57 críticos, indicando críticas "geralmente favoráveis".
David Ehrlich do IndieWire deu nota A ao filme, chamando-o de "uma obra-prima épica e audaciosa de terror corporal... um clássico instantâneo. A experiência teatral mais doentia e divertida do ano".
Nicholas Barber, da BBC, concedeu ao filme quatro estrelas de cinco, destacando a atuação de Moore: "Desempenhando seu melhor papel no cinema em décadas, Demi Moore não tem medo de parodiar sua imagem pública."
A crítica cinco estrelas de Phil de Semlyen na Time Out diz que é "Moore quem cola tudo, indo ao estilo de Isabelle Adjani-em-Possession em uma performance sem vaidade, cheia de ego ferido, horror crescente e vulnerabilidade".
Owen Gleiberman na Variety elogiou a diretora do filme: "Coralie Fargeat trabalha com o talento de um grindhouse de Kubrick em uma fusão estranhamente divertida e catarticamente grotesca de Dr. Jekyll and Mr. Hyde e Showgirls."
Radhika Seth na Vogue chamou-o de "uma obra cinematográfica audaciosa  ... o lançamento mais emocionante a estrear na Croisette até agora" e que era sua "escolha atual para ganhar a Palma de Ouro".
Damon Wise disse no Deadline que é "um thriller de terror turbulento e onírico que termina em uma sinfonia delirante de sangue, tripas e vísceras indefiníveis".
A crítica de 4 estrelas de Peter Bradshaw no The Guardian chamou-o de "uma peça alegremente tola e escandalosamente indulgente de comédia de terror corporal gonzo".

## Prêmios e indicações
| Associações                                 | Data da cerimônia       | Categoria                                   | Nomeações                                                                              | Resultado |
| ------------------------------------------- | ----------------------- | ------------------------------------------- | -------------------------------------------------------------------------------------- | --------- |
| Festival de Cannes                          | 25 de maio de 2024      | Palma de Ouro                               | Coralie Fargeat                                                                        | Indicada  |
| Festival de Cannes                          | 25 de maio de 2024      | Melhor Roteiro                              | Coralie Fargeat                                                                        | Venceu    |
| Miskolc International Film Festival         | 14 de setembro de 2024  | Prêmio Emeric Pressburger                   | The Substance                                                                          | Indicado  |
| Festival Internacional de Cinema de Toronto | 15 de setembro de 2024  | People's Choice Award, Midnight Madness     | The Substance                                                                          | Venceu    |
| Gotham Awards                               | 2 de dezembro de 2024   | Melhor Atuação Principal                    | Demi Moore                                                                             | Indicada  |
| Prêmios Globo de Ouro                       | 5 de janeiro de 2025    | Melhor Filme de Comédia ou Musical          | The Substance                                                                          | Indicado  |
| Prêmios Globo de Ouro                       | 5 de janeiro de 2025    | Melhor Diretor                              | Coralie Fargeat                                                                        | Indicado  |
| Prêmios Globo de Ouro                       | 5 de janeiro de 2025    | Melhor Roteiro                              | Coralie Fargeat                                                                        | Indicado  |
| Prêmios Globo de Ouro                       | 5 de janeiro de 2025    | Melhor Atriz em Filme de Comédia ou Musical | Demi Moore                                                                             | Venceu    |
| Prêmios Globo de Ouro                       | 5 de janeiro de 2025    | Melhor Atriz Coadjuvante em Filme           | Margaret Qualley                                                                       | Indicada  |
| Prêmios Satellite                           | 26 de janeiro de 2025   | Melhor Filme de Comédia ou Musical          | The Substance                                                                          | Indicado  |
| Prêmios Satellite                           | 26 de janeiro de 2025   | Melhor Atriz em Filme de Comédia ou Musical | Demi Moore                                                                             | Venceu    |
| Prêmios Satellite                           | 26 de janeiro de 2025   | Melhor Atriz Coadjuvante                    | Margaret Qualley                                                                       | Indicada  |
| Prêmios Satellite                           | 26 de janeiro de 2025   | Melhor Roteiro Original                     | Coralie Fargeat                                                                        | Indicada  |
| Prêmio Saturno                              | 2 de fevereiro de 2025  | Melhor Filme Independente                   | The Substance                                                                          | Indicado  |
| Prêmio Saturno                              | 2 de fevereiro de 2025  | Melhor Atriz em um Filme                    | Demi Moore                                                                             | Venceu    |
| Prêmio Saturno                              | 2 de fevereiro de 2025  | Melhor Atriz Coadjuvante em um Filme        | Margaret Qualley                                                                       | Indicada  |
| Prêmio Saturno                              | 2 de fevereiro de 2025  | Melhor Maquiagem em um Filme                | Pierre-Olivier Persin                                                                  | Venceu    |
| Critics' Choice Awards                      | 7 de fevereiro de 2025  | Melhor Filme                                | The Substance                                                                          | Indicado  |
| Critics' Choice Awards                      | 7 de fevereiro de 2025  | Melhor Diretor                              | Coralie Fargeat                                                                        | Indicada  |
| Critics' Choice Awards                      | 7 de fevereiro de 2025  | Melhor Atriz                                | Demi Moore                                                                             | Venceu    |
| Critics' Choice Awards                      | 7 de fevereiro de 2025  | Melhor Atriz Coadjuvante                    | Margaret Qualley                                                                       | Indicada  |
| Critics' Choice Awards                      | 7 de fevereiro de 2025  | Melhor Roteiro Original                     | Coralie Fargeat                                                                        | Venceu    |
| Critics' Choice Awards                      | 7 de fevereiro de 2025  | Melhor Cabelo e Maquiagem                   | Equipe de Cabelo e Maquiagem                                                           | Venceu    |
| Critics' Choice Awards                      | 7 de fevereiro de 2025  | Melhores Efeitos Visuais                    | Equipe de Efeitos Visuais                                                              | Indicado  |
| BAFTA Awards                                | 16 de fevereiro de 2025 | Melhor Diretor                              | Coralie Fargeat                                                                        | Indicada  |
| BAFTA Awards                                | 16 de fevereiro de 2025 | Melhor Atriz num Papel Principal            | Demi Moore                                                                             | Indicada  |
| BAFTA Awards                                | 16 de fevereiro de 2025 | Melhor Roteiro Original                     | Coralie Fargeat                                                                        | Indicada  |
| BAFTA Awards                                | 16 de fevereiro de 2025 | Melhor Maquiagem e Caracterização           | Pierre-Olivier Persin, Stéphanie Guillon, Frédérique Arguello, e Marilyne Scarselli    | Venceu    |
| BAFTA Awards                                | 16 de fevereiro de 2025 | Melhor Som                                  | Valérie Deloof, Victor Fleurant, Victor Praud, Stéphane Thiébaut, e Emmanuelle Villard | Indicados |
| Independent Spirit Awards                   | 22 de fevereiro de 2025 | Melhor Filme                                | Tim Bevan, Coralie Fargeat, e Eric Fellner                                             | Indicados |
| Independent Spirit Awards                   | 22 de fevereiro de 2025 | Melhor Atuação Principal                    | Demi Moore                                                                             | Indicada  |
| Screen Actors Guild Awards                  | 23 de fevereiro de 2025 | Melhor Atriz Principal                      | Demi Moore                                                                             | Venceu    |
| Oscar                                       | 2 de março de 2025      | Melhor Filme                                | The Substance                                                                          | Indicado  |
| Oscar                                       | 2 de março de 2025      | Melhor Diretor                              | Coralie Fargeat                                                                        | Indicada  |
| Oscar                                       | 2 de março de 2025      | Melhor Atriz                                | Demi Moore                                                                             | Indicada  |
| Oscar                                       | 2 de março de 2025      | Melhor Roteiro Original                     | Coralie Fargeat                                                                        | Indicada  |
| Oscar                                       | 2 de março de 2025      | Melhor Maquiagem e Penteados                | Pierre-Olivier Persin, Stéphanie Guillon, e Marilyne Scarselli                         | Venceu    |